# Proyecto de los Dedos

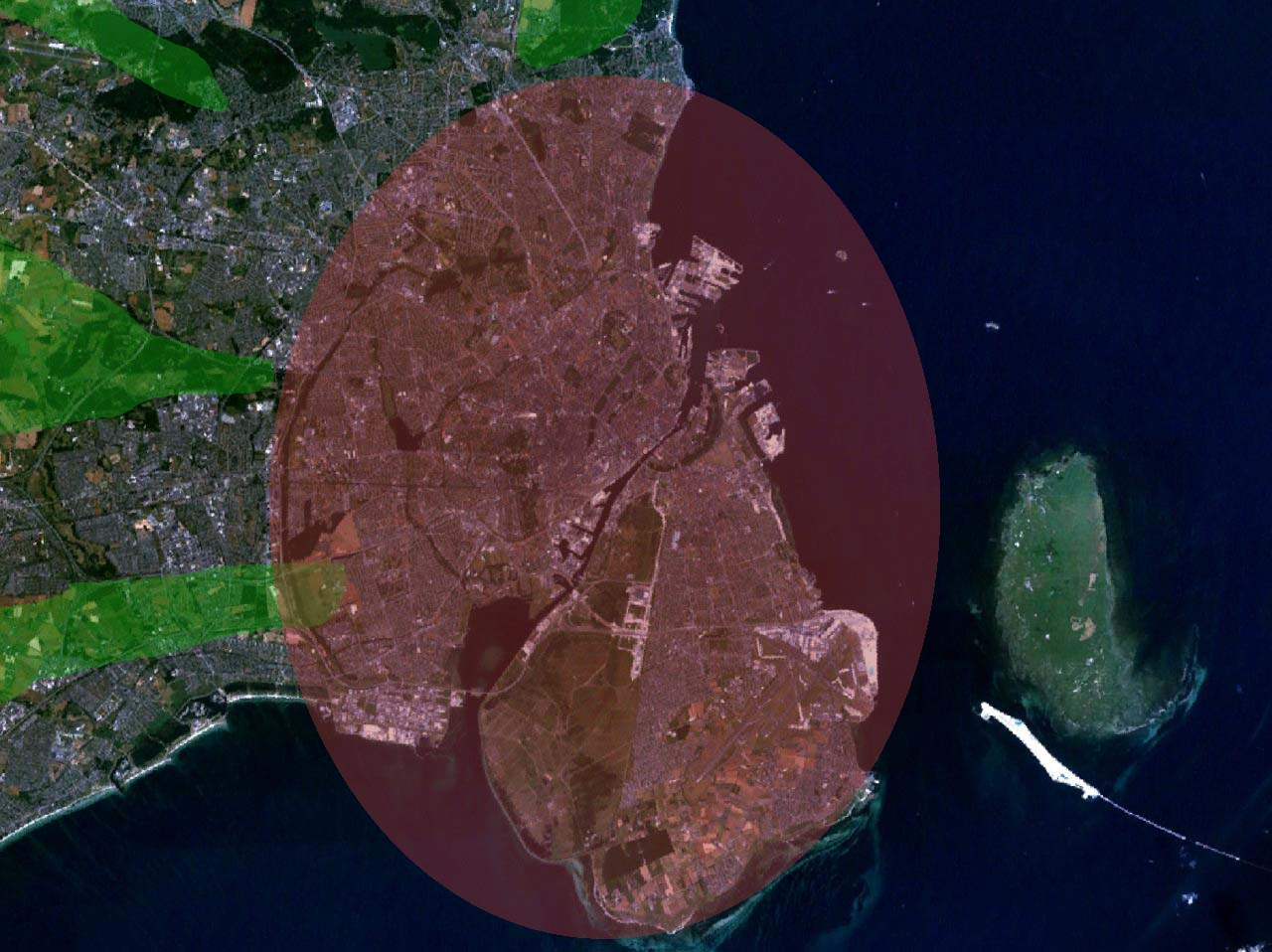
Una imagen aérea que muestra el área metropolitana de Copenhague, según el Plan de los Dedos.

El proyecto de los Dedos (en danés, Fingerplanen) es un plan urbanístico de 1947 que ofrece una estrategia para el desarrollo de la ciudad de Copenhague, Dinamarca.
Según el plan, Copenhague se desarrollará emulando los cinco dedos de la mano, centrada en las líneas de los trenes de cercanías (S-Bahn) que se extienden desde la "palma", que es el denso tejido urbano del centro de Copenhague. 
Entre los dedos, las cuñas verdes se supone que deben proporcionar la tierra para la agricultura y con fines recreativos.

## Antecedentes y principios
El plan de los dedos fue diseñado por Steen Eiler Rasmussen y un grupo de urbanistas de la ciudad de Copenhague en 1947 con el fin de crear un ordenamiento para el crecimiento de la ciudad hacia localidades existentes conectadas por los trenes de cercanías y liberando áreas naturales para su protección.
Este plan se convirtió en legislación en 1949.

## El dedo meñique
Los suburbios del norte forman el dedo meñique del plan, y son tradicionalmente los más ricos de los suburbios. 
En el lenguaje popular, la zona es conocida como "El Cinturón de Whiskey", aunque la zona es mixta entre mansiones, casas más grandes, las ciudades jardín y casas de tamaño medio. El área tiene una población de alrededor de 270.000 habitantes.
Esta área es conformada por los municipios de: 
Gentofte: Klampenborg, Skovshoved, Charlottenlund, Hellerup, Gentofte, Ordrup, Jægersborg, Dyssegård, Vangede
Lyngby-Taarbæk: Kongens Lyngby, Ulrikkenborg, Brede, Virum, Sorgenfri, Lundtofte, Hjortekær
Rudersdal: Søllerød, Holte, Øverød, Gl. Holte, Trørød, Nærum, Vedbæk, Skodsborg, Birkerød, Kajerød, Bistrup
Hørsholm: Hørsholm, Usserød, Rungsted, Vallerød, Smidstrup
Allerød: Allerød, Lillerød, Blovstrød
Fredensborg: Fredensborg, Asminderød, Humlebæk, Kokkedal, Niverød, Nivå.

## El dedo anular
La parte norte-noroeste de las afueras forman el dedo anular. 
La zona es en gran medida independiente y formada por viviendas de clase media, con algunas excepciones de proyectos de vivienda o las zonas de clase alta. El área tiene una población de alrededor de 100.000 habitantes.
La conforman los municipios de: 
Gladsaxe: Gladsaxe, Bagsværd, Buddinge, Høje-Gladsaxe (Gladsaxe Heights), Mørkhøj, Søborg
Furesø: Værløse, Farum, Hareskovby

## El dedo medio
Los suburbios del noroeste forman el dedo medio. Se compone de una zona mixta de ambos separados de la clase media de las viviendas, las ciudades jardín amplio y grande, y algunos proyectos de vivienda pública. El área cuenta con una parte considerable de las zonas industriales del área metropolitana de Copenhague, sobre todo en los sectores tradicionales de fabricación. El área tiene una población de unos 110.000 habitantes.
Y es conformada por los municipios de:
Herlev: Herlev, Hjortespring,
Ballerup: Skovlunde, Ballerup, Malov, Ågerup, Jonstrup, Egebjerg
Egedal: Smørumnedre, Stenlose, Ølstykke

## El dedo índice
El dedo índice está formado por los suburbios del oeste, que son los barrios con menor renta per cápita y la tasa de criminalidad más alta. Los suburbios varían desde el área de la pequeña burguesía de Glostrup a los proyectos de viviendas y bajos de Albertslund y Taastrup. Del total de 145.000 habitantes, un 20% está compuesto por inmigrantes de primera o de segunda generación.
Esta área es conformada por los municipios de:
Rødovre: Rødovre, Islev
Glostrup: Glostrup, Hvissinge, Ejby
Brøndby: Brøndbyøster, Brøndbyvester, Brøndby Nord
Albertslund
Høje-Taastrup: Taastrup, Høje-Taastrup, Tåstrupgård, Hedehusene

## El pulgar
Los suburbios del suroeste a lo largo de la costa forman el pulgar del plan. Mientras que la parte central de estos barrios está dominada por los proyectos de viviendas de gran altura y para los habitantes de bajos ingresos, la parte distal está dominada por casas de clase media. Estos suburbios tienen una población de unos 215.000 habitantes, con un número importante de inmigrantes.
Está conformada por los municipios de 
Hvidovre: Avedore, Friheden, Hvidovre
Brøndby: Strand Brøndby
Vallensbæk
Ishøj
Greve: Hundige, Karlslunde, Greve
Solrød: Solrød, Jersie
Køge: Køge, Olby

## Extensión del proyecto
Cuando se introdujo el plan de los dedos, no se incluyó la isla de Amager, ya que la infraestructura era inadecuada para la vida en los suburbios modernos. 
Más tarde, se ha mejorado, y los suburbios en la isla tienen unos 53.000 habitantes. Amager es ahora uno de los barrios más modernos de Copenhague, y con aumento de la riqueza. 
Con la apertura del puente a Suecia, este dedo se ha extendido hasta llegar a Malmö. En una visita oficial del rey de Suecia en el 2007 al Salón de la Ciudad de Copenhague, Ritt Bjerregaard, la alcaldesa de la ciudad, causó un incidente diplomático menor al referirse a Malmö como "København M" en alusión al sistema danés de códigos postales (por ejemplo, Nørrebro es København N, y Vesterbro es København V), con lo que daba a entender que Malmö se había convertido una parte más de Copenhague.
En el 2010 la compañía de arquitectura BIG mostró en la Bienal de Venecia un proyecto de extensión del plan de los dedos al área del Øresund, conformada por territorio de Suecia y de Dinamarca; en esta área, se planteaba la creación de una red de trenes, metro, sistemas eléctricos, sistemas de reciclaje y otros de distribución de agua en la región.